# Гу Цин
Гу Цин (кит. трад. 郭清, пиньинь Guō Qīng; род. 16 мая 2000) — китайская тхэквондистка. Серебряный призёр летних Олимпийских игр 2024 года, чемпионка Азии, серебряный призёр Азиатских игр, призёр чемпионата мира 2022 года. Участница летних Олимпийских игр 2024 года.

## Биография
Гу Цин родилась 10 мая 2000 года в бедной семьи в отдаленном горном районе провинции Гуандун. Вместе с пятью младшими братьями и престарелыми родителями, живущими только на пособие для престарелых, она начала заниматься тхэквондо в надежде улучшить условия жизни для себя и своей семьи. Все призовые, которые она выиграла на ранних соревнованиях по тхэквондо, были потрачены на ремонт родительского дома. Её отец признал, что Цин была кормилицей в семье.

## Карьера
В 2022 году Гу стала серебряным призёром чемпионата мира по тхэквондо в Мексике в наилегчайшем весе среди женщин. В этом же году стала чемпионкой Азии.
В 2023 году стала бронзовым призером отложенных летних Всемирных студенческих игр 2021 года, прошедших в августе 2023 года в Чэнду, в весовой категории до 53 кг. Также стала серебряным призёром отложенных Азиатских игр 2022 года, состоявшихся в сентябре 2023 года в Ханчжоу, в категории до 49 кг.
На летних Олимпийских играх 2024 года в Париже, в весовой категории до 49 кг стала обладательницей серебряной медали. В финальной схватке уступила сопернице из Таиланда Панипак Вонгпаттанакит.